# Rio di Sant'Aponal
Rio di Sant'Aponal, anche rio de San Aponal, è un canale veneziano situato nel sestiere di San Polo. Collega il rio delle Beccarie con il rio de la Madoneta.

## Origine del nome
Il nome del rio viene dalla non lontana chiesa di Sant'Aponal con l'omonimo campo che la tradizione della città di Venezia utilizza per indicare il luogo di culto dedicato a sant'Apollinare di Ravenna.

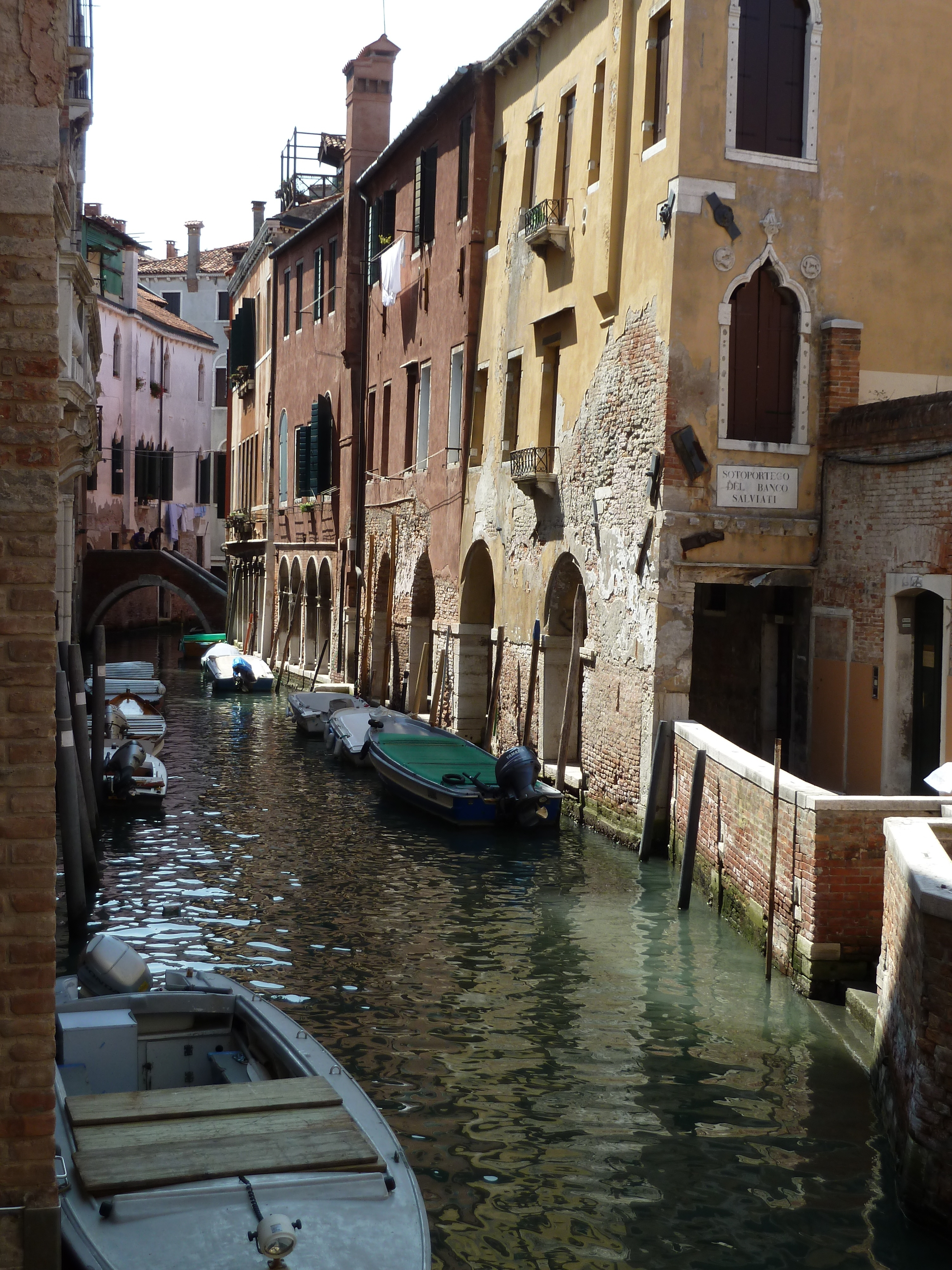
Rio di Sant'Aponal verso ovest.

## Descrizione
Il rio mette in comunicazione il rio de le Becarie che porta sul Canal Grande a fianco dell'odierna Pescaria e il rio de la Madoneta, sempre nella parte interna del sestiere di San Polo.
Fino alla metà dell'Ottocento si prolungava leggermente a est della congiunzione col rio de le Becarie, oltre il palazzo natio di Bianca Cappello, per poi curvare più a sud , passando dietro l'abside di Sant'Aponal, e congiungersi col rio del Fontego che dava di nuovo sul Canal Grande interrompendo la riva del Vin. Questi tratti furono interrati tra il 1854 e il 1855 dando luogo alle strade lastricate del rio terà de Sant'Aponal e del rio terà de San Silvestro.
Il canale è attraversato da due ponti: il Ponte storto verso il rio de le Becarie, come dice il nome piuttosto contorto, e il ponte de la Furatola verso il rio de la Madoneta. Il curioso nome di quest'ultimo deriva sicuramente da un'antica rivendita di pesce fritto, furatola in veneziano. Il rio è anche costeggiato quasi totalmente da un lato nord da una breve fondamenta e dal lungo sotoportego del banco Salviati che verso metà diventa sotoportego del Tamossi, ambedue così nominati per via delle due famiglie di banchieri fiorentini che ivi risiedevano.
Il rio è attraversato da due ponti:
- Ponte storto, vicino al punto più orientale, secondo la mappa del de' Barbari del 1500 esisteva già una passerella in legno; quando nel 1778 ne fu decisa la ricostruzione si pensava di farlo partire da un lato a fianco del palazzo Bollani, i proprietari dell'edificio però si opposero r e per evitare lunghe liti giudiziarie si decise di spostarlo nell'attuale posizione aggiungendo un breve tratto di fondamenta; al centro dell'arcata sono ancora riconoscibili gli scudi dei provveditori de Comun Giacomo Marcello, Nicolò Morosini e Todaro Corner[10];
- Ponte de la Furatola, già detto anche questo Ponte storto de Fratola, risulta documentato più tardi, nella mappa di Alessandro Badoer del 1627, come una passerella in legno; nel 1792 si decise di ricostruirlo in pietra; nel 1878 subì un radicale restauro che comunque preservò gli scudi dei Provveditori[11].

## Luoghi d'interesse
- Palazzo Molin Cappello, del primo rinascimento in testa all'antica biforcazione
- Palazzo Bollani, di origine gotica trasformato nel primo rinascimento, sul lato sud del rio
- Palazzo Bernardi, del primo rinascimento, sul lato sud del rio
- Palazzo Semitecolo, gotico, sul lato sud del rio a fare angolo col rio de la Madoneta
- Casa Salviati, basso edificio gotico, all'inizio del sottoportico